# Olympische Winterspiele 1960
| Medaillenspiegel               | Medaillenspiegel   | Medaillenspiegel | Medaillenspiegel | Medaillenspiegel | Medaillenspiegel |
| Platz                          | Land               | G                | S                | B                | Ges.             |
| ------------------------------ | ------------------ | ---------------- | ---------------- | ---------------- | ---------------- |
| 1                              | Sowjetunion        | 7                | 5                | 9                | 21               |
| 2                              | Deutschland        | 4                | 3                | 1                | 8                |
| 3                              | Vereinigte Staaten | 3                | 4                | 3                | 10               |
| 4                              | Norwegen           | 3                | 3                | –                | 6                |
| 5                              | Schweden           | 3                | 2                | 2                | 7                |
| 6                              | Finnland           | 2                | 3                | 3                | 8                |
| 7                              | Kanada             | 2                | 1                | 1                | 4                |
| 8                              | Schweiz            | 2                | –                | –                | 2                |
| 9                              | Österreich         | 1                | 2                | 3                | 6                |
| 10                             | Frankreich         | 1                | –                | 2                | 3                |
| Vollständiger Medaillenspiegel |                    |                  |                  |                  |                  |

Die Olympischen Winterspiele 1960 (auch VIII. Olympische Winterspiele genannt) wurden vom 18. bis 28. Februar 1960 in Squaw Valley in den Vereinigten Staaten ausgetragen.

## Wahl des Austragungsortes
Squaw Valley setzte sich bei der 50. IOC-Session am 17. Juni 1955 in Paris in zwei Wahlgängen gegen Innsbruck, St. Moritz und Garmisch-Partenkirchen durch.
Ergebnisse der Wahlgänge:
| Ort                    | Land               | Wahlgang 1 | Wahlgang 2 |
| ---------------------- | ------------------ | ---------- | ---------- |
| Squaw Valley           | Vereinigte Staaten | 30         | 32         |
| Innsbruck              | Österreich         | 24         | 30         |
| Garmisch-Partenkirchen | BR Deutschland     | 4          | –          |
| St. Moritz             | Schweiz            | 3          | –          |

## Herausragende Sportler
Die Eisschnellläuferin Helga Haase gewann über 500 Meter die Goldmedaille – das erste Eisschnelllaufgold der Damen bei den Olympischen Spielen – und über 1000 Meter eine Silbermedaille. Lidija Pawlowna Skoblikowa aus der UdSSR gewann zwei der vier neuen Eisschnelllaufwettbewerbe. Georg Thoma aus Hinterzarten, Onkel von Skispringer Dieter Thoma, konnte als erster Nichtskandinavier eine Goldmedaille in der Nordischen Kombination gewinnen. Heidi Biebl aus Oberstaufen gewann die Goldmedaille im Abfahrtslauf und war mit 19 Jahren die jüngste Goldmedaillengewinnerin bei diesen Olympischen Spielen. Helmut Recknagel gewann olympisches Gold im Skispringen. Der Sieg von Recknagel überraschte aber die Jury so sehr, dass man anlässlich der Siegerehrung nicht einmal eine Landesfahne hatte. Die deutschen Sportler starteten für die gesamtdeutsche Mannschaft.

## Gesamtdeutsche Mannschaft
Am 23. Januar 1960 hatten sich in Ost-Berlin die Nationalen Olympischen Komitees der Bundesrepublik Deutschland und der DDR auf die Zusammensetzung der gesamtdeutschen Mannschaft für die Spiele in Squaw Valley geeinigt. Viele Sorgen gab es auch um eine gemeinsame Flagge. Trotz energischer Proteste von Seiten der Bundesregierung beschloss die Vollversammlung des NOK am 6. Dezember 1959 in Hannover, dass die gesamtdeutsche Mannschaft bei den Olympischen Spielen 1960 unter einer schwarz-rot-goldenen Fahne mit den fünf olympischen Ringen im mittleren roten Feld antritt, worauf sich auch die Sportbünde der Bundesrepublik Deutschland und der DDR am 6. Januar 1960 einigten. Die deutsche Bundesregierung hatte ab 23. November 1959 den zwischen den Olympischen Komitees der Bundesrepublik und der DDR am 19.11. vereinbarten Kompromiss über die Flagge einer gesamtdeutschen Mannschaft bei den nächsten Olympischen Spielen abgelehnt. Es sei mit der nationalen Würde nicht vereinbar, wenn die deutsche Olympiamannschaft ein anderes Emblem als die Bundesfahne zeige.

## Ausschluss von Nationalchina und Rückzug von Indien
Nationalchina (Taiwan) wurde am 17. Februar von der Teilnahme ausgeschlossen, da es sich nicht rechtzeitig um die Mitgliedschaft bei der FIS bemüht hatte. Wie es in Kommentaren hieß, „habe die FIS bewiesen, dass sie die klargefaßten Vorschriften vor politische Überlegungen zu stellen weiß, mit denen man in amerikanischen Kreisen ein Hintertürchen zu öffnen hoffte“.
Indien, das auch noch nicht der FIS angehörte, hatte unterdessen seinen Skiläufer freiwillig zurückgezogen.

## Elektronischer Rechner
Mitte August 1959 wurde mit der Errichtung einer Auswertungszentrale begonnen, in der sich ein elektronischer Rechner mit dem Namen „Ramac 305“ befand, der noch während des jeweiligen Wettbewerbes sowohl die Zuseher als auch die Nachrichtenagenturen mit den Resultaten versorgen sollte.

## Organisationskomitee – Absage der Bobrennen
Laut „Sport Zürich“ Nr. 21 vom 19. Februar 1960, S. 1 und 2: „Die Methode, wie die Spiele Squaw Valley zugeschanzt wurde, habe zahlreiche kritische und verurteilende Stimmen hervorgerufen“. „Die raffinierten Propagandisten aus dem Land der unbegrenzten Möglichkeiten hätten Potemkinsche Dörfer aufgebaut, sie hätten mit den harten Dollars geklimpert, womit deren Klang die Herzen der alten Herren des IOC erweicht habe und kein Auge trocken blieb. Auch die vielen personellen Umbesetzungen im großen Organisationsstab, die nie verstummenden mehr oder weniger seriösen Meldungen über finanzielle Schwierigkeiten, schwarz gefärbte Expertenberichte und vor allem der Skandal um die versprochene und nie gebaute Bobbahn (ein Bluff) seien nicht dazu angetan gewesen, das Prestige der Organisation in der Weltöffentlichkeit aufzuwerten“.
Offiziell wurde die Nichterrichtung der Bobbahn damit begründet, dass nur neun Länder ihre Teilnahme in dieser Disziplin angekündigt hatten. Damit sind die Winterspiele von 1960 die einzigen, bei denen keine Bobwettbewerbe ausgetragen wurden.

## Verlangen der Pressefreiheit bei der 56. IOC-Session
Bei der 56. Session des IOC, die am 15. und 16. Februar im Bohemian-Club in San Francisco abgehalten wurde und an der nur 25 von 66 Mitgliedern teilnahmen (damit war die Beschlussfähigkeit gerade noch knapp gegeben) wurde ein Vorwurf an das Außenministerium der Vereinigten Staaten erhoben, das einigen DDR-Journalisten die Einreise verweigert hatte. Die Versammlung stimmte einer Motion für die Freiheit der Presse bei den Spielen zu und es müsse allen ausgewiesenen Journalisten die Einreise gestattet werden. Hinsichtlich der Frage von DDR-Trainern, die in Berlin zurückbleiben mussten, wurde festgestellt, dass auch die DDR eine Delegation im Rahmen der zugestandenen Quote zu halten habe und auf zusätzliche Ansprüche nicht eingegangen werden könne.

## Weitere Informationen
- Die Abhaltung der Spiele war kurzfristig wegen anhaltender Regenfälle in Gefahr geraten. Erst am 9. Februar kam der ersehnte Schneefall.[5][6]
- Verantwortlich für die Eröffnungs- und Schlussfeier, welche jeweils in der Blyth Arena durchgeführt wurden, war Walt Disney.
- Einige Tage vor der Eröffnung waren die Embleme von Griechenland, Argentinien, Australien und Österreich von „Souvenirjägern“ gestohlen worden, doch konnten diese wenige Stunden vor den Feiern ersetzt werden.[7]
- Für die drei Alpin-Skiläufer Liechtensteins war die Reise in den Westen der USA die erste große Reise überhaupt; bislang hatten sie sich nie weiter als 200 Kilometer von ihrer Heimat entfernt.[8]
- Biathlon war zum ersten Mal eine olympische Disziplin. Eisschnelllaufwettbewerbe für Frauen feierten ihr olympisches Debüt. Für das gesamtdeutsche Team wurde statt einer Hymne der Schlusschor (Ode an die Freude) aus Beethovens Neunter Sinfonie gespielt.
- Die Zeitmessung, die auf Tausendstel Sekunden exakt war, oblag der Schweizer Firma Longines; das Unternehmen hatte 16 Spezialisten entsandt. Für die Alpinrennen waren auch Uhren entlang der Strecken angebracht, auf denen die Zwischenzeiten verfolgt werden konnten.[9]
- Die sechs alpinen Einzelbewerbe wurden von sechs verschiedenen Damen bzw. Herren gewonnen, lediglich Penny Pitou (jeweils Silber in Abfahrt und Riesenslalom) und Ernst Hinterseer (Slalom-Gold, Riesenslalom-Bronze) gelangen zwei Medaillen. Hinsichtlich der auch als Weltmeisterschaften geltenden Rennen gab es unter Hinzurechnung der Kombinationen allerdings eine zweite Goldmedaille für Anne Heggtveit und eine zweite Bronzemedaille für Barbara Henneberger bzw. für Guy Périllat (nebst Bronze in der Abfahrt noch Gold in der Kombination), und Slalom-Bronzemedaillengewinner Charles Bozon konnte eine zweite Bronzemedaille erringen.
- Ein offenes Geheimnis bei den Spielen war das „Naheverhältnis“ des österreichischen Alpinskiläufers Egon Zimmermann mit der US-Alpinläuferin Penny Pitou, die später auch heirateten.[10]

### Klagen über Organisationsmängel
Unmittelbar vor Beginn der Spiele wurde über viele organisatorische Mängel und darüber berichtet, dass der für «public relations» zuständige Betreuer sich als „Ignorant des Pressedienstes für dieses Großereignis erweise“. So würde bei den Trainings beim Eisschnelllauf Chaos herrschen, das Parksystem sei zusammengebrochen, im Speisesaal ziehe sich jede Mahlzeit über Stunden hin und in seiner Unsicherheit erlasse die Organisationsleitung immer wieder neue Vorschriften, die nur ungenügend bekannt gemacht würden.
Hinsichtlich des Sektors Presse habe den Organisatoren schließlich das Geld gefehlt. So habe ein vorgesehenes Radio-Gebäude nicht gebaut werden können, so dass nun auf viel zu kleinem Raum sowohl die Radio- als auch Zeitungsreporter arbeiten müssten. Der Pressessaal weise nicht einmal 200 Sitzplätze auf, welche derart verteilt würden, dass nur diejenigen Zeitungen einen Platz erhielten, die durch zwei Reporter vertreten sind, dabei gäbe es aber Reporter, die zwei oder mehrere große Zeitungen repräsentieren würden. Erst nach Protesten wurden diese Regelungen zurückgenommen. Weitere Aufregung gab es, als der Zutritt zum olympischen Dorf nicht einmal mehr mit einer Spezialbewilligung erlaubt war. Es war für die 800 Journalisten ein einziger kleiner Schalter von 1,5 m Breite eingerichtet, an dem man nicht nur gewisse Auskünfte, sondern all die Sonderbewilligungen für einen Platz im Stadion und den übrigen Wettkampfanlagen erhielt – und das rief lange Warteschlangen hervor. Die Leitung des ganzen Pressedienstes liege in der Hand eines Mannes, der zwar mit „public relations“, nicht aber mit der Arbeitsweise von Sportreportern vertraut sei.
Zu den Organisationsmängeln zählte auch, dass sich sowohl Besucher als auch Medienvertreter selbst darum kümmern mussten, zu den Wettkampfstätten zu gelangen; die Verantwortlichen rührten keinen Finger zur Einrichtung offizieller Transporte.

#### Eröffnungszeremonie
5.000 Unterhaltungskünstler (Entertainer, Artisten) waren aufgeboten. Die Feierlichkeiten vor ca. 5.000 Besuchern, die für ein Ticket 25 US-Dollar hatten bezahlen müssen, fanden inmitten eines Blizzards statt. Es herrschten durch den heftigen Schneefall angespannte Verkehrsprobleme (Autos waren stecken geblieben, lagen sogar zum Teil im Straßengraben). Selbst US-Vizepräsident Richard Nixon, der das letzte Stück seiner Reise nicht mit dem Hubschrauber, sondern in einem Auto zurücklegen musste, war Opfer der Straßenverhältnisse und verspätete sich deutlich. Für die 160 km lange Anfahrt von Sacramento hatte der Konvoi vier Stunden gebraucht. So begann die um 13.30 Uhr Ortszeit angesetzte Zeremonie mit einstündiger Verspätung. Nixon hätte auch das neue Eisstadion eröffnen sollen, dieser für 11 bis 11.30 Uhr angesetzte Programmteil fand ohne ihn statt. Als Nixon in die Arena zur Ehrentribüne geleitet wurde, intonierte ein von 1.285 Mitgliedern kalifornischer Mittelschulen gebildetes Orchester, begleitet von Mittelschulchören mit 2.545 Sängern, die amerikanische Hymne.
Zu Beginn wurden unter Trommelwirbel vorerst die Flagge Griechenlands als Ursprungsland der Olympischen Spiele, dazu die offizielle Olympiafahne dieser 1960er-Spiele und der Sternenbanner der USA gehisst, danach die Flaggen aller teilnehmenden Nationen aufgezogen. Zum Einzugsmarsch der Olympioniken zogen die Mannschaften, geführt von ihren Fahnenträgern ein, wobei Skispringer Helmut Recknagel jene der gesamtdeutschen Mannschaft trug. Auch die Schweiz hatte mit Andreas Däscher einen Skispringer gewählt, während Eiskunstläufer Norbert Felsinger die von Österreich trug (Felsinger war offensichtlich erst knapp vor Beginn der Spiele bestimmt worden, da die beiden ins Auge gefassten Alpinskiläufer Ernst Oberaigner und Andreas Molterer dies abgelehnt hatten).
Die Nationen marschierten alphabetisch, beginnend mit Argentinien ein, den Schluss bildeten die USA, die erwartungsgemäß den meisten Applaus erhielten. Während die meisten Fahnenträger den Vizepräsidenten grüßten, wurde er von den Ostblockländern, außer Ungarn, aber einschließlich Recknagel und auch den Schweizern ignoriert (hier lüfteten aber wenigstens die vier der Delegation vorausmarschierenden Offiziellen ihren Hut). Die Österreicher trugen graue Mäntel mit Pelzkragen und Tirolerhüten.
Nach der Begrüßung der Fahnenträger durch Organisationschef Prentis C. Hale übergab dieser das Wort an Nixon, der aber außer der 15 Worte umfassenden Eröffnungsformel keine Zusatzrede hielt (somit war er, wie die Nachrichtenagentur UPI feststellte, dafür 4.300 km angereist).
Während der weiteren Zeremonie, als der Vizebürgermeister von Cortina d’Ampezzo, Renzo Menardi, die Olympiafahne an IOC-Präsident Avery Brundage übergab, brach die Sonne durch. Der Chor sang die olympische Hymne, die Olympiaflagge mit den fünf verschiedenfarbigen Ringen ging langsam am Fahnenmast in die Höhe. 2.000 Tauben wurden frei gelassen und es gab acht Böllerschüsse, jeder für eine der bisherigen Olympischen Winterspiele. Andrea Mead-Lawrence hatte mit anderen Skiläufern das olympische Feuer vom Papoose Peak ins Tal gebracht. Dort wurde es vom Eisschnellläufer Kenneth Henry, dem 500-Meter-Goldmedaillengewinner der Olympischen Winterspiele 1952, übernommen, der die Fackel ins Stadion trug und dort am Kessel auflodern ließ. Eiskunstläuferin Carol Heiss sprach den Eid. Als die nationalen Delegationen das Stadion verließen, schlossen Feuerwerke die Zeremonie ab.

#### Schlusszeremonie
Vor 20.000 Besuchern kam es zur Schlussfeier, die mit der Siegerehrung und Medaillenübergabe für das Spezialspringen und das Eishockeyturnier begann. Daraufhin wurden die Fahnen aller Teilnehmernationen hereingebracht, gefolgt von den Athleten, die aber in beliebiger Reihenfolge einmarschierten. Viele Mannschaften waren nur mehr mit einem Teil ihres Bestandes vertreten, weil einige ihrer Mitglieder bereits nach Hause zurückgereist, privaten Einladungen in den USA gefolgt oder zu weiteren Wettkämpfen gefahren waren, wie etwa die Eiskunstläufer, denen die Weltmeisterschaften in Vancouver bevorstanden.
Die Fahnenträger formierten sich zu einem Halbkreis um die Tribüne, die Nationalhymnen Griechenlands, der Vereinigten Staaten und Österreichs (Veranstalter der Winterspiele 1964) wurden gespielt und deren Flaggen gehisst. IOC-Präsident Brundage betonte in seiner Rede, dass „die Wettkämpfe sportlich und fair“ verlaufen waren, „das Interesse für den Wintersport in allen Ländern wächst“, „sich das Leistungsniveau gehoben“ hat und „sich die Medaillen auf vierzehn Länder verteilen“. Das Wichtigste sei aber, dass jeder, ob Funktionär, Aktiver oder Zuschauer, vom olympischen Geist ergriffen wurde, dass jeder die völkerumspannende Idee des Sports verspürt hat. Danach erklärte er die Spiele als beendet, und daraufhin wurde die olympische Fahne eingeholt und die olympische Flamme erlosch um 16.35 Uhr. Zum Abschluss wurden nochmals ein Feuerwerk abgebrannt und einige tausend bunte Luftballons losgelassen.
Kaum zwei Stunden nach Ende der Spiele legte das Organisationskomitee eine auf Schätzungen beruhende Einnahmenbilanz vor, die eine Höhe von 2,475 Millionen US-Dollar erreichte, welche sich aus den Posten 2,1 Mio. Dollar für Eintritte, 105.000 Dollar für Programmverkäufe, je 95.000 Dollar für Park- und Konzessionsgebühren sowie 50.000 Dollar für Skilifttaxen zusammensetzen.

#### Fernsehen
Das Fernsehen war zwar bei Olympischen Winterspielen nicht neu, denn schon 1956 gab es Übertragungen in Europa. Erstmals aber wurden die Exklusivrechte verkauft, wobei das Organisationskomitee beschloss, diese für 50.000 US-Dollar an die Station CBS zu verkaufen. Zu diesem Zeitpunkt war noch nicht bekannt, wie lukrativ das Geschäft mit den Übertragungsrechten einmal werden würde. Für die Rechte von den Olympischen Sommerspielen 1960 musste CBS 550.000 US-Dollar zahlen.
Während der Winterspiele übertrug der Sender 35 Stunden von den Wettbewerben Eishockey, Eisschnelllauf und -kunstlauf, den alpinen Rennen und vom Skispringen. Die Bedeutung der Television kam auch dahingehend zum Tragen, als anlässlich des Herrenslaloms die Funktionäre darüber unsicher waren, ob ein Läufer ein Tor verfehlt habe und CBS um ein Filmband des Events ersuchten. Diese Anfrage brachte CBS auf eine Idee, die nunmehr als „instant replay“ (Video- bzw. Fernsehbeweis) bekannt ist.
Ein anderes Thema waren die TV-Übertragungen in Deutschland. Nicht ganz zufrieden war man in der damaligen Bundesrepublik Deutschland mit einigen Fernsehübertragungen (bzw. dem Nichtzustandekommen derselben oder verspäteten und auch nicht für die Bundesrepublik abgestimmten) aus Squaw Valley, was daran gelegen haben soll, dass die Verantwortlichen die Vorbereitungen nicht genauer getroffen und erst acht Tage vor Beginn der Spiele Verträge mit den US-Stationen abgeschlossen hatten. Direktübertragungen waren damals noch nicht möglich, sondern es waren von New York, wo die CBS-Übertragungen aufgezeichnet werden konnten, die Filmrollen per Flugzeug an die einzelnen Destinationen in Europa versandt worden. Nur fehlte in New York ein Vertreter des Westdeutschen Fernsehens. Unter anderen bekamen vom Eiskunstlauf-Paarlaufen seine Zuseher nur das Siegerpaar, nicht aber Kilius/Bäumler zu sehen, der Sieg von Helga Haase im 500-Meter-Eisschnelllaufen wurde im DDR-TV einen Tag früher gezeigt. (Quelle: »Der Spiegel« 10/1960).
Anzumerken ist, dass das österreichische Fernsehen z. B. einen Tag verspätet von 22.15 bis 22.45 Uhr von der Abfahrt, dem Pflichtlaufen und dem Eisschnelllaufen der Damen berichtete, wobei hinsichtlich der weiteren Ereignisse die Beginnzeiten leicht variierten, aber offensichtlich gegen 22 Uhr oder auch schon früher halbstündige Berichte vorgesehen, doch es schon ab 20 Uhr solche gab, siehe u. a.

## Wettkampfprogramm
Es wurden 27 Wettbewerbe (16 für Männer, 10 für Frauen und 1 Mixed-Wettbewerb) in 4 Sportarten/8 Disziplinen ausgetragen. Das waren 3 Wettbewerbe mehr als in Cortina d’Ampezzo 1956 – die Anzahl der Sportarten/Disziplinen blieb gleich. Nachfolgend die Änderungen im Detail:
- Biathlon wurden mit den 20 km Rennen der Männer Teil des olympischen Programms.
- Bob fehlte in Squaw Valley, weil die Organisatoren es ablehnten, eine Bobbahn für die Spiele zu bauen.
- Debüt der Frauen im Eisschnelllauf mit den 500 m, 1000 m, 1500 m und 3000 m.

### Olympische Sportarten/Disziplinen
- Biathlon Gesamt (1) = Männer (1)
- Eishockey Gesamt (1) = Männer (1)
- Eislauf
  -  Eiskunstlauf Gesamt (3) = Männer (1)/Frauen (1)/Mixed (1)
  -  Eisschnelllauf Gesamt (8) = Männer (4)/Frauen (4)
- Skisport
  -  Ski Alpin Gesamt (6) = Männer (3)/Frauen (3)
  - Ski Nordisch
    -  Nordische Kombination Gesamt (1) = Männer (1)
    -  Skilanglauf Gesamt (6) = Männer (4)/Frauen (2)
    -  Skispringen Gesamt (1) = Männer (1)

Anzahl der Wettkämpfe in Klammern

### Zeitplan
| Zeitplan        | Zeitplan       | Zeitplan              | Zeitplan | Zeitplan | Zeitplan | Zeitplan | Zeitplan | Zeitplan | Zeitplan | Zeitplan | Zeitplan | Zeitplan | Zeitplan | Zeitplan           |
| Disziplin       | Disziplin      | Disziplin             | Do. 18.  | Fr. 19.  | Sa. 20.  | So. 21.  | Mo. 22.  | Di. 23.  | Mi. 24.  | Do. 25.  | Fr. 26.  | Sa. 27.  | So. 28.  | Ent- schei- dungen |
| Disziplin       | Disziplin      | Disziplin             | Februar  | Februar  | Februar  | Februar  | Februar  | Februar  | Februar  | Februar  | Februar  | Februar  | Februar  | Ent- schei- dungen |
| --------------- | -------------- | --------------------- | -------- | -------- | -------- | -------- | -------- | -------- | -------- | -------- | -------- | -------- | -------- | ------------------ |
| Eröffnungsfeier |                |                       |          |          |          |          |          |          |          |          |          |          |          |                    |
| Biathlon        | Biathlon       | Biathlon              |          |          |          | 1        |          |          |          |          |          |          |          | 1                  |
| Eishockey       | Eishockey      | Eishockey             |          |          |          |          |          |          |          |          |          |          | 1        | 1                  |
| Eislauf         | Eiskunstlauf   | Eiskunstlauf          |          | 1        |          |          |          | 1        |          |          | 1        |          |          | 3                  |
| Eislauf         | Eisschnelllauf | Eisschnelllauf        |          |          | 1        | 1        | 1        | 1        | 1        | 1        | 1        | 1        |          | 8                  |
| Skisport        | Ski Alpin      | Ski Alpin             |          | 1        |          | 1        | 1        | 1        | 1        |          | 1        |          |          | 6                  |
| Skisport        | Ski Nordisch   | Nordische Kombination |          |          |          |          | 1        |          |          |          |          |          |          | 1                  |
| Skisport        | Ski Nordisch   | Skilanglauf           |          | 1        | 1        |          |          | 1        |          | 1        | 1        | 1        |          | 6                  |
| Skisport        | Ski Nordisch   | Skispringen           |          |          |          |          |          |          |          |          |          |          | 1        | 1                  |
| Schlussfeier    |                |                       |          |          |          |          |          |          |          |          |          |          |          |                    |
| Entscheidungen  | Entscheidungen | Entscheidungen        |          | 3        | 2        | 3        | 3        | 4        | 2        | 2        | 4        | 2        | 2        | 27                 |
|                 |                |                       | Do. 18.  | Fr. 19.  | Sa. 20.  | So. 21.  | Mo. 22.  | Di. 23.  | Mi. 24.  | Do. 25.  | Fr. 26.  | Sa. 27.  | So. 28.  |                    |
| Februar         |                |                       |          |          |          |          |          |          |          |          |          |          |          |                    |

Farblegende

## Teilnehmer
Athleten aus 30 Nationen nahmen an den Spielen in Squaw Valley teil. Südafrika hatte seine Premiere bei den Olympischen Winterspielen, wurde dann aber wegen der Apartheid-Politik bis zu den Winterspielen in Lillehammer 1994 gesperrt. Die Bundesrepublik Deutschland und die DDR traten wieder mit einer gesamtdeutschen Mannschaft an.
| Europa (445 Athleten aus 20 Nationen)                                                                                                | Europa (445 Athleten aus 20 Nationen)                                                                               | Europa (445 Athleten aus 20 Nationen)                                                             |
| --- | --- | ------------------------------------------------------------------------------------------------- |
| - Bulgarien (7) - Dänemark (1) - Gesamtdeutsche Mannschaft (74) - Finnland (48) - Frankreich (26) - Großbritannien (17) - Island (4) | - Italien (28) - Liechtenstein (5) - Niederlande (7) - Norwegen (29) - Österreich (26) - Polen (13) - Schweden (47) | - Schweiz (21) - Sowjetunion (62) - Spanien (4) - Tschechoslowakei (21) - Türkei (2) - Ungarn (3) |
| Amerika (133 Athleten aus 4 Nationen)                                                                                                | |                                                                                                   |
| - Argentinien (6) - Chile (4) | - Kanada (44) | - Vereinigte Staaten (79)                                                                         |
| Asien (50 Athleten aus 3 Nationen)                                                                                                   | |                                                                                                   |
| - Japan (41) | - Korea, Republik (7)                                                                                               | - Libanon (2)                                                                                     |
| Ozeanien (34 Athleten aus 2 Nationen)                                                                                                | |                                                                                                   |
| - Australien (30) | - Neuseeland (4) |                                                                                                   |
| Afrika (4 Athleten aus 1 Nation) | |                                                                                                   |
| - Südafrika* (4) | |                                                                                                   |
| (Anzahl der Athleten) * erstmalige Teilnahme an Winterspielen                                                                        | |                                                                                                   |